# دریک کاراکتر
دریک کاراکتر (انگلیسی: Derrick Caracter؛ زادهٔ ۴ مهٔ ۱۹۸۸) بازیکن بسکتبال اهل ایالات متحده آمریکا است.
از باشگاه‌هایی که در آن بازی کرده‌است می‌توان به لس آنجلس لیکرز اشاره کرد.